# Rappresaglia (film 1956)
Rappresaglia (Reprisal!) è un film del 1956 diretto da George Sherman.